# Hadrien Clouet
Pour les articles homonymes, voir Clouet.
Hadrien Clouet, né le 13 juillet 1991 à Aix-en-Provence (Bouches-du-Rhône), est un sociologue et homme politique français. Il est député de la Haute-Garonne depuis 2022.

## Biographie

### Jeunesse et études
Né le 13 juillet 1991 à Aix-en-Provence, il obtient le baccalauréat en 2008. Il poursuit ses études à l'Institut d'études politiques de Paris (IEP Paris), sur le campus délocalisé de Nancy. Il effectue une année d'étude à l'étranger à Berlin. Il est élu Union nationale des étudiants de France (UNEF), notamment au sein de la commission paritaire de l'établissement durant ses études à l'IEP, avant de devenir élu syndical de la Confédération générale du travail (CGT) au sein du conseil de direction de l'IEP entre 2009 et 2010.

### Parcours professionnel
Hadrien Clouet devient post-doctorant en sociologie à l'université Toulouse-Jean-Jaurès,,. Il est également chercheur associé au Centre de sociologie des organisations (CSO) de l'IEP et au Laboratoire interdisciplinaire pour la sociologie économique (LISE) du Conservatoire national des arts et métiers (CNAM).
Il conduit des travaux de recherche sur le secteur public, à la fois administratif (service public de l'emploi en Allemagne et en France) et industriel (régie publique de l'eau, direction des infrastructures de la Défense).
Ses spécialités sont la sociologie du travail et de l'emploi, la sociologie de l'action publique et la sociologie du numérique dans une perspective franco-allemande avec plusieurs publications scientifiques dans ces trois domaines.

### Parcours politique
D'abord brièvement au Parti socialiste, Hadrien Clouet rejoint dès sa création en 2008 le Parti de Gauche. Après y avoir été chargé des relations européennes en 2012, Hadrien Clouet se voit confier le « pôle argumentaire » de la campagne présidentielle de Jean-Luc Mélenchon en 2017.
Il est décrit par le site France3-régions comme « l'une des têtes pensantes » du parti La France insoumise, dont il est membre au moins depuis 2017. Lors de la campagne présidentielle 2022, il co-écrit avec Clémence Guetté « l'Avenir en Commun », le programme de Jean-Luc Mélenchon, et contribue à l'élaboration du programme commun de la Nouvelle Union populaire écologique et sociale (NUPES).
Lors des élections législatives de 2022, il est candidat dans la première circonscription de la Haute-Garonne sous l'étiquette de la NUPES. Arrivé en tête au premier tour, parmi les meilleurs scores de son parti, il est élu député au second tour avec 54,12 % des voix devant Pierre Baudis,.
En juin 2024, en prévision des élections législatives des 30 juin et 7 juillet, il est de nouveau investi comme candidat du Nouveau Front populaire (NFP).

## Résultats électoraux

### Élections législatives
| Année | Parti et coalition | Parti et coalition | Circonscription         | 1er tour | 1er tour | 1er tour | 2d tour | 2d tour | 2d tour |
| Année | Parti et coalition | Parti et coalition | Circonscription         | Voix     | %        | Rang     | Voix    | %       | Issue   |
| ----- | ------------------ | ------------------ | ----------------------- | -------- | -------- | -------- | ------- | ------- | ------- |
| 2022  |                    | LFI (NUPES)        | 1re de la Haute-Garonne | 17 468   | 39,79    | 1er      | 22 113  | 54,12   | Élu     |
| 2024  |                    | LFI (NFP)          | 1re de la Haute-Garonne | 26 985   | 45,52    | 1er      | 29 059  | 49,97   | Élu     |

## Publications

### Publications scientifiques

#### Ouvrages
- Emplois non pourvus : une offensive contre le salariat, éditions du Croquant, septembre 2022.
- Rationner l'emploi. La promotion du temps partiel par les services publics d'emploi allemand et français, Édition Maison des Sciences de l’Homme, février 2022.

#### Participation à des ouvrages collectifs ou revues
- « Les quatre usages du concept de l'armée de réserve », in Actuel Marx, 2023/1 (n° 73), Presses universitaires de France, 2023, pp. 134-154.
- « S'approprier Pôle emploi avec, contre et par ses agents » in Olivier Bachelard, Delphine Espagno et Anne Gillet (dir.), L'usager acteur du service public ? Nouveaux enjeux, nouvelles pratiques, Presses universitaires Blaise Pascal, Clermont-Ferrand, 2022[17]
- Avec Jean-Marie Pillon, « Forcer le destin. Le travail d'appariement dans les services publics d'emploi allemands et français »  in Melchior Simioni et Philippe Steiner (dir.), Faire des paires. Sociologie de l'appariement, Presses de Sciences Po, 2022[17].
- « Contrôler les chômeurs pour discipliner les salariés » in Antony Burlaud, Allan Popelard et Gregory Rzepski (dir.), Le nouveau monde. Tableau de la France néolibérale, Éditions Amsterdam, 2021, pp. 845-857[17].
- « Les chômeurs, de gros fainéants ? » in Collectif, Manuel indocile de sciences sociales, Paris, La Découverte, 2019, pp. 971-980[18].
- « Le temps partiel aux guichets. Relations entre conseillers et demandeurs d’emploi en temps de crise », in Anne-Marie Arborio, Paul Bouffartigue et Annie Lamanthe (dir.), Crise(s) et mondes du travail, Toulouse, Octarès, 2018, pp. 222-238[18]
- (de) Avec Nicolas Briot (SAGE) et Alice Lavabre (CGS), « „Die Arbeitslosen begleiten“? Verschränkte Ethnografien eines institutionellen Verhältnisses », in Karim Fertikh, Heike Wieters et Bénédicte Zimmermann (dir.), Ein soziales Europa als Herausforderung, Campus Verlag, 2018, pp. 253-289[18].